# Vocal Group Hall of Fame
Die Vocal Group Hall of Fame ist eine Ruhmeshalle in den USA, die die größten Gesangsgruppen (vocal groups) der Welt ehrt. Sie steht in Sharon (Pennsylvania) und umfasst ein Theater und ein Museum.
Begonnen hat diese Ruhmeshalle im Jahr 1998. Jedoch musste die ursprüngliche Verwaltung im Oktober 2001 vorübergehend schließen, bis eine gemeinnützige Organisation die Weiterführung übernahm und die Wiedereröffnung im April 2002 erfolgte.
Das Museum befindet sich seit kurzem im Columbia Theatre in Sharon, wo auch die jährlichen Benefizkonzerte und Neuaufnahmen gefeiert werden können. Derzeit sind Außenstellen des Museums in Las Vegas (Nevada) und in Wildwood (New Jersey) in Vorbereitung.
Die letzte Verleihung fand vom 6. bis 9. November 2008 statt.

## Mitglieder
- ABBA (2002)
- Alabama (2004)
- America (2006)
- The American Quartet (2004)
- The Ames Brothers (1998)
- The Andrews Sisters (1998)
- The Angels (2005)
- Association (2003)
- The Bangles (2000)
- The Beach Boys (1998)
- The Beatles (2004)
- The Bee Gees (2001)
- Ben E. King & the Drifters (2000)
- Billy Ward & the Dominoes (2006)
- The Boswell Sisters (1998)
- Bread (2006)
- The Brooklyn Bridge (2005)
- The Byrds (2006)
- The Cadillacs (2004)
- The Capris (2007)
- The Chantels (2002)
- The Charioteers (2003)
- The Chiffons (2005)
- The Chi-Lites (2005)
- The Chordettes (2001)
- The Chords (2007)
- The Clovers (2002)
- The Coasters (1999)
- The Commodores (2003)
- The Crests (2004)
- Crosby, Stills and Nash (1998)
- The Crystals (2005)
- Danny & the Juniors (2003)
- Deep River Boys (2006)
- The Del-Vikings (2005)
- The Dells (2004)
- The Delta Rhythm Boys (1999)
- The Diamonds (2004)
- Dion and the Belmonts (2000)
- The Dixie Cups (2007)
- Dixie Hummingbirds (2000)
- The Doobie Brothers (2004)
- The Duprees (2006)
- Eagles (2001)
- Earth, Wind and Fire (2003)
- The Everly Brothers (2004)
- The Fifth Dimension (2002)
- The Five Blind Boys of Mississippi (1998)
- The Five Keys (2002)
- The Five Red Cups (2007)
- The Five Satins (2003)
- The Flamingos (2000)
- Fleetwood Mac (2005)
- The Fleetwoods (2006)
- The Four Aces (2001)
- The Four Freshmen (2001)
- The Four Knights (2002)
- The Four Lads (2003)
- The Four Preps (2007)
- The Four Seasons (1999)
- Four Tops (1999)
- The Four Tunes (2004)
- Frankie Lymon & the Teenagers (2000)
- Gladys Knight & the Pips (2001)
- The Golden Gate Quartet (1998)
- Hank Ballard & the Midnighters (1999)
- Harold Melvin and the Blue Notes (2007)
- The Harptones (2002)
- The Hi-Lo’s (2006)
- The Hilltoppers (2005)
- Hoboken Four (2007)
- The Hollies (2006)
- The Impressions (2003)
- The Ink Spots (1999)
- The Isley Brothers (2003)
- The Jackson 5 (1999)
- Jay & the Americans (2002)
- The Jive Five (2007)
- The Jordanaires (2004)
- Journey (2006)
- The Kingston Trio (2000)
- Kool & the Gang (2007)
- The Lennon Sisters (2001)
- The Lettermen (2001)
- Little Anthony & the Imperials (1999)
- The Lovin’ Spoonful (2006)
- The Mamas and the Papas (2000)
- Manhattan Transfer (1998)
- Martha & the Vandellas (2003)
- The Marcels (2002)
- The Marvelettes (2004)
- Maurice Williams & the Zodiacs, The Gladiolas (2007)
- The McGuire Sisters (2001)
- The Mel-Tones (2005)
- The Merry Macs (2003)
- The Mills Brothers (1998)
- The Modernaires (1999)
- The Monkees (2007)
- The Moody Blues (2006)
- The Moonglows (1999)
- The Neville Brothers (2005)
- The Oak Ridge Boys (2001)
- The O’Jays (2004)
- The Original Drifters (1998)
- The Peerless Quartet (2003)
- The Penguins (2004)
- Peter, Paul and Mary (1999)
- The Pied Pipers (2001)
- The Platters (1998)
- The Pointer Sisters (2005)
- Queen (2006)
- The Rascals (2005)
- The Ravens (1998)
- The Revelers (1999)
- The Ronettes (2004)
- Ruby & the Romantics (2007)
- Sam & Dave (2007)
- The Shangri-Las (2006)
- The Shirelles (2002)
- Simon & Garfunkel (2006)
- The Skylarks (2000)
- The Skyliners (2002)
- Sly & the Family Stone (2007)
- Smokey Robinson & the Miracles (2001)
- The Sons of the Pioneers (2005)
- Sonny Til and the Orioles (1998)
- The Soul Stirrers (2000)
- The Spinners (1999)
- The Spaniels (2005)
- The Stylistics (2004)
- The Supremes (1998)
- The Swan Silvertones (2002)
- The Temptations (1999)
- Three Dog Night (2000)
- The Tokens (2004)
- Tony Orlando & Dawn (2007)
- Traveling Wilburys (2007)
- The Vogues (2001)
- The Weavers (2001)
- The Whispers (2003)